# اریک اسکورا
اریک اسکورا (انگلیسی: Éric Skora؛ زادهٔ ۲۰ اوت ۱۹۸۱) بازیکن فوتبال اهل فرانسه است.
از باشگاه‌هایی که در آن بازی کرده‌است می‌توان به باشگاه فوتبال والسال  و باشگاه فوتبال نانسی اشاره کرد.